# Gálatas
Los gálatas fueron los habitantes de origen galo que, provenientes de la Galia, se asentaron en una región del Asia Menor.

## Historia
A partir de los siglos VIII a. C. y el V a. C., diversos pueblos celtas se extendieron desde su núcleo original centroeuropeo por gran parte de Europa. De entre ellos, un pueblo originario de la Galia, los gálatas, llegó por el este hasta el territorio de la actual Turquía y se asentó en la región anatolia de Galacia.
Según cuenta el historiador y geógrafo griego del siglo II, Pausanias, en el año 279 a. C. algunas tribus de galos se dirigieron hacia Grecia a través de los Balcanes. Llegaron a atacar el oráculo de Delfos y el santuario de Apolo; al final fueron derrotados y muerto Brenno, su comandante.
Tras esta derrota, la tribu se dirigió hacia Asia Menor, donde, después de grandes enfrentamientos con los reyes de Pérgamo, fueron derrotados por estos y se trasladaron a la zona central de Capadocia. Una vez allí, se asentaron en una región que pasó a llamarse Galacia, en la que formaron pequeños Estados independientes que se irían consolidando durante los reinados de los reyes sucesores de Antíoco. De esa manera, sus habitantes (los galos) pasaron a llamarse gálatas. El rey seléucida Antíoco I Sóter ganó su epíteto tras vencerlos en la batalla de los elefantes.
Más tarde, debido a los continuos saqueos en la región por parte de los gálatas, el rey de Pérgamo Eumenes I se enfrentó a ellos y los venció ayudado por su gran ejército de mercenarios. Poco después llegaron nuevos destacamentos desde las selvas de Germania y volvieron a atacar, pero de nuevo fueron derrotados en Pérgamo y en las grandes ciudades de la costa de Asia Menor por el sucesor de Eumenes, el rey Átalo I. Los historiadores piensan que estas victorias fueron beneficiosas para la trayectoria de la cultura helenística, que quizás de otro modo se habría truncado. Como resultado de esto, se establecieron en el centro de la península de Anatolia, y su territorio más tarde pasaría a formar la provincia de Galacia.
Hacia el siglo V d. C. hay testimonios de que los gálatas, aun habiendo adoptado una cultura y modo de vida ya típicamente griegos, conservaban su lengua. Así, Pablo, en la carta a los Gálatas, menciona nombres claramente celtas, y San Jerónimo dejó constancia en sus escritos de que la lengua de los gálatas resultaba parecida al dialecto galo de los treviros, en la actual Bélgica. Dado que el origen de los gálatas se encontraba en la Galia, es muy posible que de hecho el gálata fuera originalmente un dialecto galo.
La antigua ciudad de Ankara, que fue sometida antaño por Alejandro Magno, pasó a ser la capital de esta región, con el nombre de Ancyra. La dinastía turca de los Selyúcidas la rebautizó más tarde como Angora. El nombre de Ankara fue restablecido en 1930.